# Château de Châtillon-de-Cornelle
Pour les articles homonymes, voir Château de Châtillon.
Le château de Châtillon-de-Cornelle (castrum de Castellione in Cornella) est un ancien château fort dont les vestiges se dressent sur le territoire de la commune française de Boyeux-Saint-Jérôme, dans le département de l'Ain, en région Auvergne-Rhône-Alpes.

## Localisation
Le château est situé sur la commune de Boyeux-Saint-Jérôme dans le département français de l'Ain. Il domine le hameau de Châtillon-de-Cornelle.

## Historique
Le 14 septembre 1337, le dauphin Humbert II de Viennois, dont le château relevait, le donne avec la seigneurie à Humbert VI de Thoire-Villars, en échange de la donation par le Dauphin du château de Confort, dont les Thoire-Villars avait la possession, au comte de Savoie.
Par contrat du 3 mai 1395 passé à Trévoux, Humbert VII de Thoire-Villars vend la seigneurie, avec toute la justice, à Perceval de Moyria, chevalier, seigneur de Moyria (Cerdon) et de Mailla (Maillat).

## Description
À ce jour, il n'en subsiste que quelques ruines.

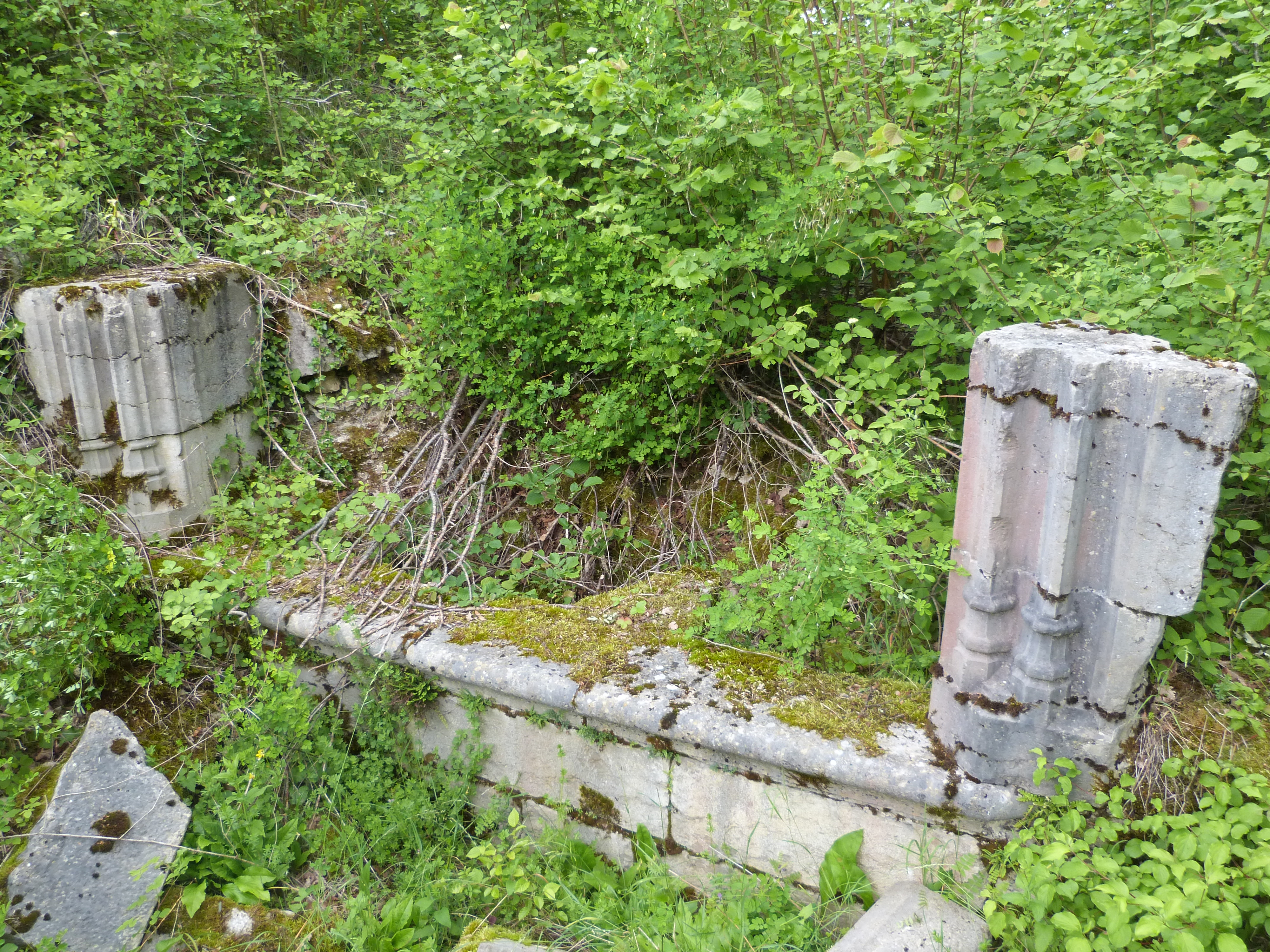
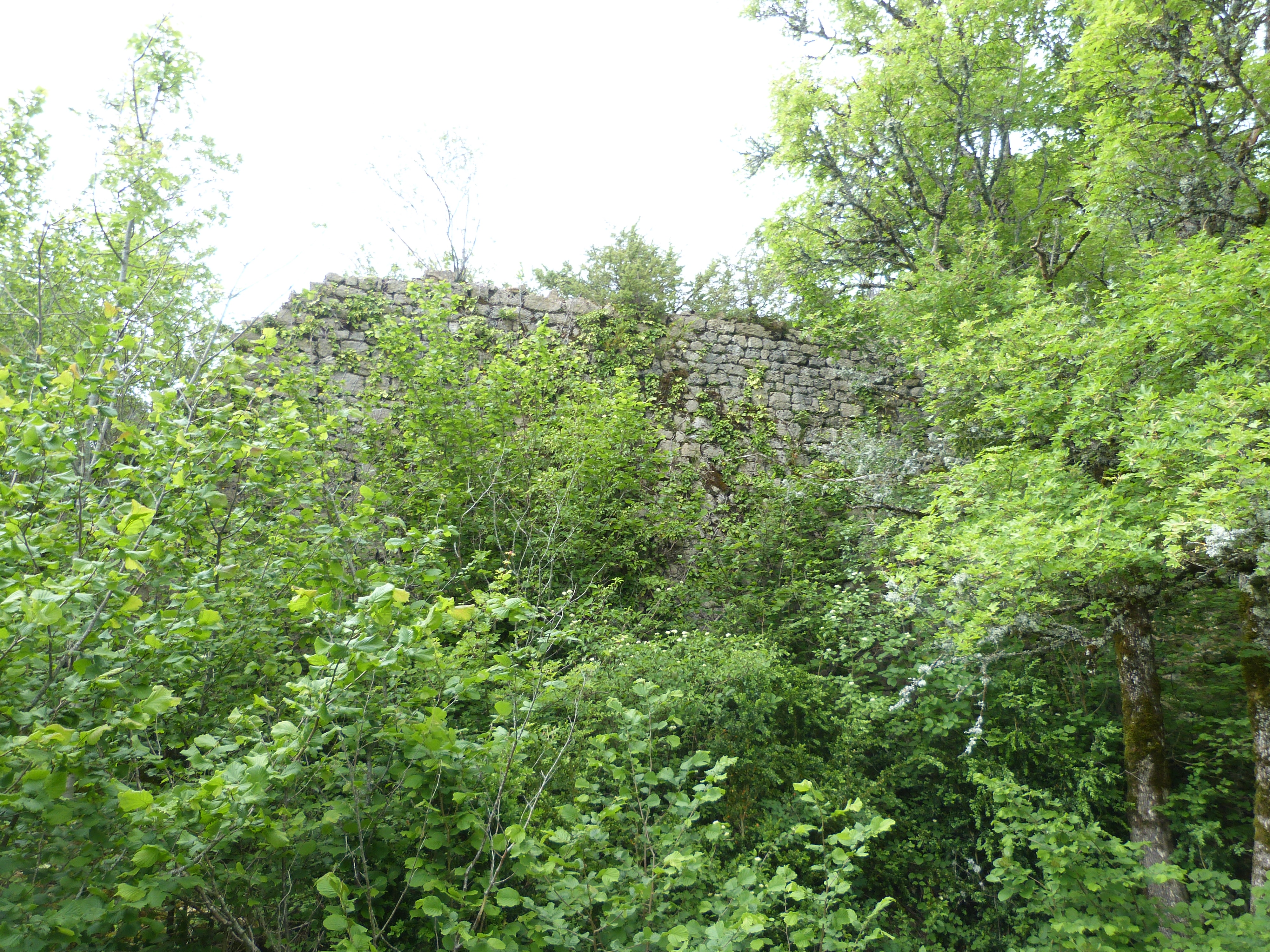
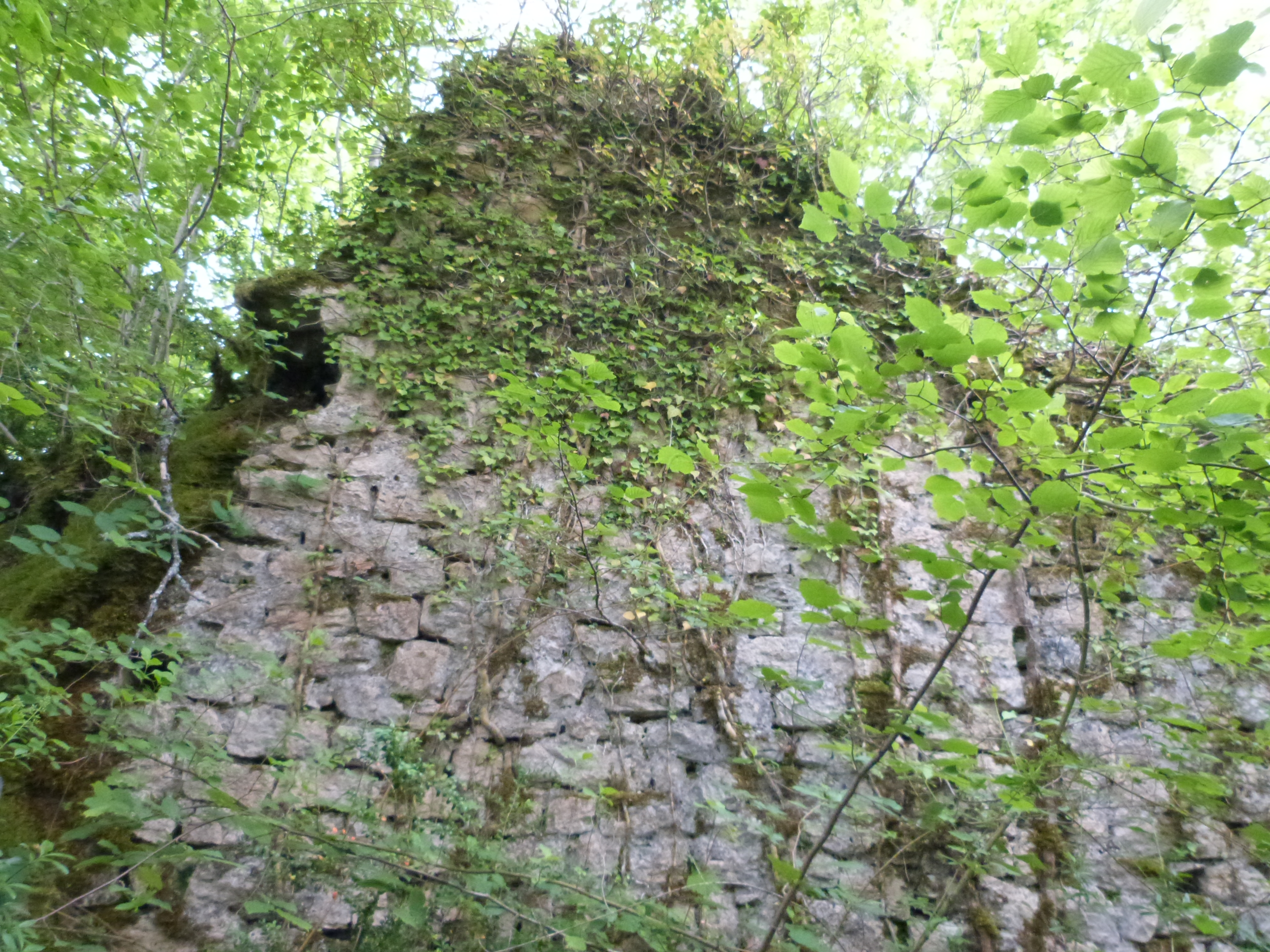